# Albáy
Albáy es una provincia de Filipinas situada en la región de Bícol en la isla de Luzón. Su capital es la ciudad de Legazpi y el territorio limita con la provincia de Camarines Sur, al norte y con Sorsogon, al sur. También al noreste se halla el golfo de Lagonoy, formando parte del mar de Filipinas, y al suroeste el paso de Búrias.
El monte Mayón es el símbolo más destacado de la provincia. Se trata de un volcán activo que constituye el telón de fondo escénico de la ciudad de Legazpi, quince kilómetros al sur.

## Geografía

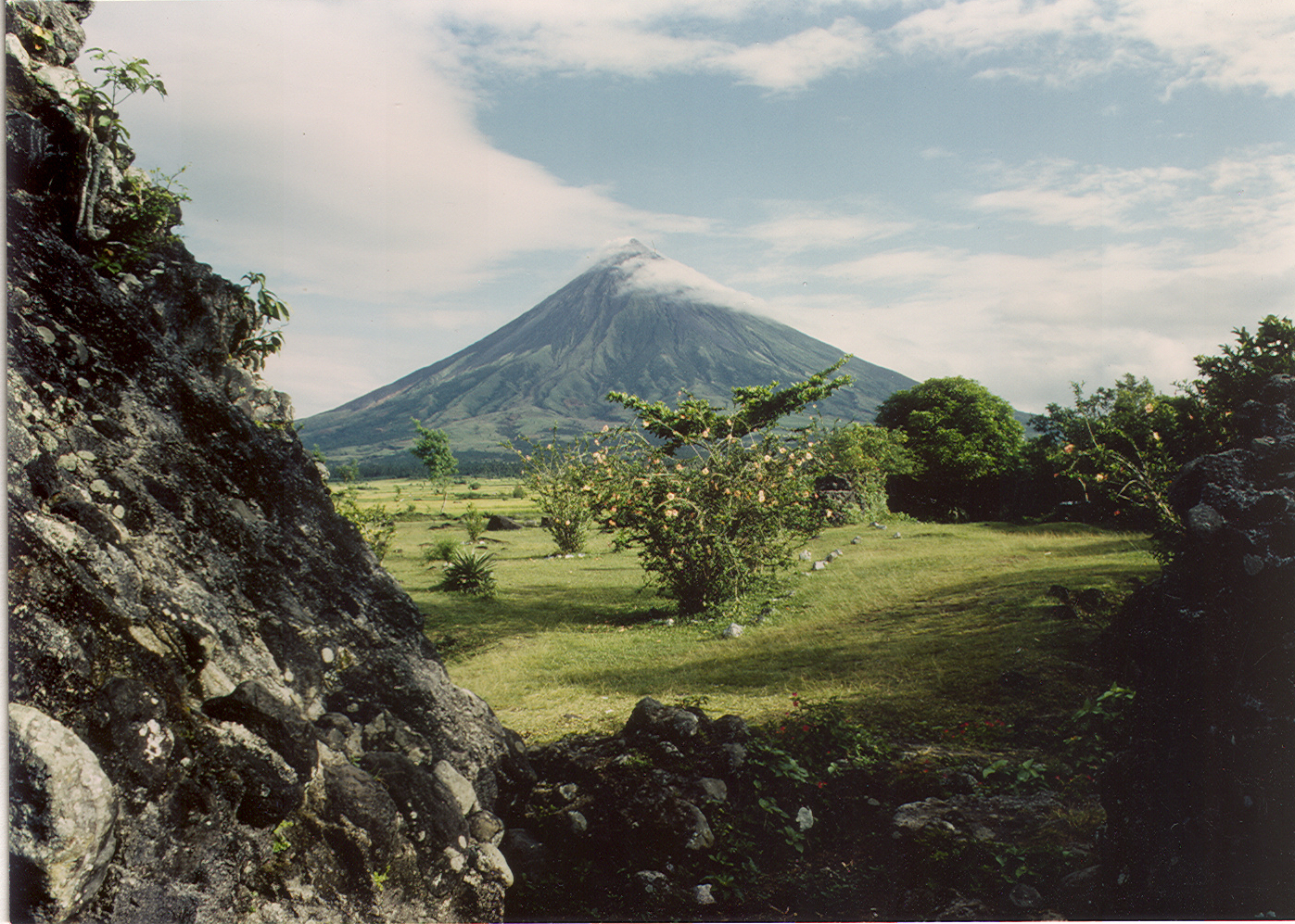
Panorama del monte Mayón desde el valle.

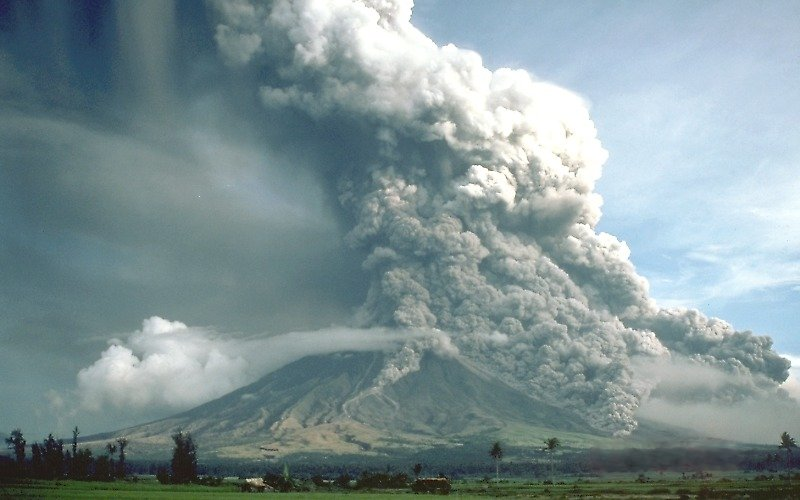
El volcán Mayon durante la erupción de 1984

Albáy tiene una superficie total de 2.552,6 kilómetros cuadrados, que la hace la 26 ª provincia más pequeña. La mayoría de la provincia se encuentra en el territorio continental de la península de Bícol y tiene cuatro grandes islas al este: Rapu-Rapu, Batán (parte de Rapu-Rapu), Cagraray (parte de Bacacay), y San Miguel (parte de la ciudad de Tabaco). El golfo de Lagonoy al noreste, la separa de la provincia de Catanduanes. La isla de Búrias en la provincia de Masbate, se puede encontrar al suroeste a través del paso de Burias.
La provincia es generalmente montañosa, con valles dispersos y fértiles llanuras. El volcán Mayon, (2460 metros), constituye su panorama paisajístico más famoso y es considerado por muchos como más hermoso que el monte Fuji en Japón.  Otras montañas y volcanes en la provincia son Catburawan, Masaraga, Malinao y Pantao. En Tiwi hay un balneario tradicional de aguas termales y son famosas igualmente las cuevas de cristales de Hoyophoyopan y las lagunas de barro de Naglambong. La provincia de Albáy se subdivide en 15 municipios y tres ciudades. Tres de ellos, Polangui, Dáraga, y Guinobatan se clasifican como municipios de primera clase. Antes de alcanzar la categoría de ciudad, Tabaco también era uno de ellos. 

## Historia
Albáy y sus alrededores eran conocidos como Ibalon cuando Juan de Salcedo y 120 soldados la exploraron en 1573.  Sawangan, un pequeño asentamiento en un manglar, se convirtió en un pueblo llamado Albáy (que significa "de la bahía") en 1616.  La ciudad fue rebautizada Legazpi, cuando Albáy pasó a referirse a la provincia. En 1649, los nativos se rebelaron en Caviteen contra de su contratación para la construcción de galeones. En 1814, el volcán Mayon estalló, causando la muerte de 1.200 personas y enterrarndo la ciudad de Cagsaua. Durante los primeros años del siglo XIX, el envío de cuerda de cáñamo se convirtió en la principal fuente de riqueza. 
En 1846, las islas de Masbate, Ticáo y Búrias fueron separadas de Albáy para formar la comandancia de Masbate y Ticao. Albáy se divide en cuatro distritos: Iraya, Cordillera o Tabaco, Sorsogón y Catanduanes. En 1894, Sorsogón se convirtió en una provincia separada y Catanduanes en 1945.  La provincia fue creada el 10 de marzo de 1917, años después de la independencia de España. Por su participación activa en las relaciones entre el estado español y el territorio filipino el político Pedro de Govantes y Azcárraga recibió en España el título honorífico de Conde de Albáy.
El manileño Marcelo Azcárraga Palmero, hijo de una mestiza de Albáy, fue presidente de España a principios del siglo XX en dos ocasipones.
En 1942, las fuerzas imperiales japonesas invadieron Albáy durante la Segunda Guerra Mundial. Tres años después, la acción conjunta de los guerrilleros filipinos y las tropas estadounidenses consiguió la liberación de la zona.

## Demografía
Según el último censo de agosto de 2007, Albáy tiene una población total de 1.190.823 habitantes, lo que la convierte en la 22 ª provincia más poblada del país. Hay 208.640 viviendas en la provincia,  habitadas por un promedio de 5,22 personas, significativamente superior a la media nacional de 4,99. 
El bicolano es el principal idioma hablado en Albáy, al ser una parte de la región de Bícol. Existen otros dialectos hablados en la provincia, como el antiguo bicolano, el daragueño, el legazpeño o albayano, el oasno y otros menores. Los hablados en las zonas costeras de la provincia son similares a los que se hablan en Camarines Sur, mientras que los usados más al interior son semejantes entre sí, pero difieren significativamente de los de la costa. La mayoría de los habitantes también utilizan el tagalo y el inglés. 

## Economía

### Las industrias tradicionales
La agricultura es la industria principal en Albáy, que produce cultivos como el coco, el arroz, el azúcar y el abacá. Las industrias forestales y papeleras son otra importante fuente de sustento. La fabricación de productos de abacá (“musa textiles”) como el cáñamo de Manila, sombreros, bolsos, tapetes, zapatillas, etc. es una de las principales fuentes de ingresos en las zonas rurales. La pesca ese realiza también a lo largo de ambas costas de la provincia.  El turismo, principalmente a causa de volcán Mayon, también incrementa de manera notable los ingresos de Albay. 

### Industrias pesadas
Del total de 6.369 establecimientos de fabricación de variados tamaños en la región de Bícol, el 48,6% se encuentran en Albáy. Los principales polígonos industriales en Tiwi y Manito cuentan con plantas de energía geotérmica, en Camalig hay fábrica de cemento, en Daraga está la Isarog Pulp and Paper Company, en la ciudad de Legazpi la “Bícol Cabello” y la “Legaspi Oil Company” y otras dos grandes plantas de molienda para la extracción del aceite de coco.

## División territorial
Estos son los municipios de la provincia, con capital en la ciudad de Legazpi.
| Nombre        | Población (censo de 2020) | Número de barangayes |
| ------------- | ------------------------- | -------------------- |
| Bacacay       | 72 485                    | 56                   |
| Camalig       | 72 042                    | 50                   |
| Daraga        | 133 893                   | 54                   |
| Guinobatan    | 85 786                    | 44                   |
| Jovellar      | 17 795                    | 23                   |
| Legazpi       | 209 533                   | 70                   |
| Libon         | 75 073                    | 47                   |
| Ligao         | 118 096                   | 55                   |
| Malilipot     | 40 857                    | 18                   |
| Malinao       | 47 395                    | 29                   |
| Manito        | 26 162                    | 15                   |
| Oas           | 66 084                    | 53                   |
| Pio Duran     | 49 070                    | 33                   |
| Polangui      | 89 176                    | 44                   |
| Rapu-Rapu     | 36 151                    | 34                   |
| Santo Domingo | 37 765                    | 23                   |
| Tabaco        | 140 961                   | 47                   |
| Tiwi          | 56 444                    | 25                   |

## Transporte
Albáy es también el principal punto de transbordo con sus puertos: Tabaco Internacional, Nacional de Legazpi, Pio Duran Provincial, y el Puerto Regional de Pantao (iniciado en 2003). La capital Legazpi también tiene su propio aeropuerto nacional con facilidades internacionales, localizado en el municipio vecino de Dáraga, que aspira a servir los vuelos internacionales en un futuro próximo, y que es enlace con Manila y las Bisayas.